# Chaparral (Nouveau-Mexique)
Pour les articles homonymes, voir Chaparral (homonymie).
Chaparral est une census-designated place située dans les comtés de Doña Ana et Otero, au Nouveau-Mexique. La population s'élevait à 14 631 habitants au recensement de 2010.

## Source
- (en) Cet article est partiellement ou en totalité issu de l’article de Wikipédia en anglais intitulé « Chaparral, New Mexico » (voir la liste des auteurs).